# Black Box Diaries
Black Box Diaries es un documental de 2024 producido y dirigido por Shiori Itō, que narra su investigación sobre su propio caso de agresión sexual en Japón. La película se presentó en el Festival de Cine de Sundance en 2024 y se estrenó en Estados Unidos y el Reino Unido el 25 de octubre de 2024, distribuida por MTV Documentary Films y Dogwoof, respectivamente.  Fue aclamada por la crítica, siendo reconocida como una de las 5 mejores películas documentales de 2024 por el National Board of Review, además de recibir una nominación a Mejor Largometraje Documental en la 97.ª edición de los Premios Óscar.

## Sinopsis
La película es un documental de periodismo de investigación que aborda un caso de violación de alto perfil en Japón, escrito por la víctima, Shiori Itō. El agresor fue Noriyuki Yamaguchi, en ese entonces jefe de la oficina en Washington D. C. del Tokyo Broadcasting System. Yamaguchi era un hombre de gran poder, con conexiones cercanas a figuras influyentes, especialmente al primer ministro Shinzo Abe.